# Aanslag op de Deeper Life Church in Okene op 7 augustus 2012
Op 7 augustus 2012 werd de aanslag op de Deeper Life Church in Okene gepleegd, in centraal Nigeria. Hierbij vielen in totaal 19 doden. Terreurorganisatie Boko Haram claimde hierbij geen verantwoordelijkheid, maar wel wordt aangenomen dat zij de aanslag hebben gepleegd. Door gewapende mannen werd de Deeper Life Church, een evangelische kerk bestormd. Ook de voorganger kwam hierbij om het leven. Veel kerkgangers raakten gewond. Het was een van de vele aanslagen in het shariaconflict in Nigeria.